# Bosau
Bosau település Németországban, Schleswig-Holstein tartományban. Lakosainak száma 3446 fő (2023. december 31.).

## Népesség
A település népességének változása:
| Lakosok száma | 3063 | 3404 | 3413 | 3409 | 3426 | 3446 |
|               | 1975 | 2017 | 2019 | 2021 | 2022 | 2023 |